# Ben Besiakov

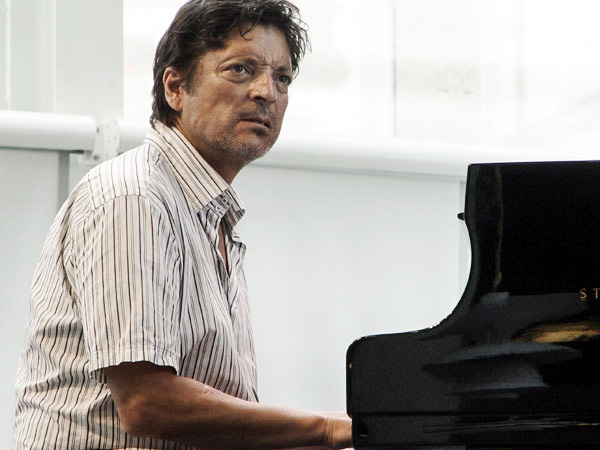
Ben Besiakov (2011)

Ben Besiakov, auch Ben Besiakow, (* 27. Oktober 1956 in Kopenhagen) ist ein dänischer Jazzmusiker (Piano, Keyboard).

## Leben und Wirken
Besiakov, der in der Grundschule auf Trompete, Flöte und Gitarre unterrichtet wurde, aber auf dem Piano ein Autodidakt ist, nahm als Teenager an den Jamsessions im Kopenhagener Club La Fontaine teil, wo er mit Leuten wie Johnny Griffin, Dexter Gordon und Finn Ziegler spielte. Weiterhin war er in dieser Zeit mit Ben Webster befreundet, der sein Mentor wurde. 1969 hatte er mit diesem seinen ersten professionellen Auftritt im Jazzhus Montmartre, wo er später auch mit Al Foster, Richard Boone, Champion Jack Dupree oder James Moody spielte.
Mit Mikkel Nordsø, Kasper Winding und Aske Bentzon gründete er 1972  die erste dänische Latin-Rock-Gruppe, Buki Yamaz. Auch gehörte er seit den frühen 1970er Jahren zu Rockjazzgruppen wie Creme Fraiche, Engine, Soul Service oder Space Train.
Besiakov arbeitete weiterhin mit Johnny Dyani, Tomas Franck, Joe Henderson, Celso Mendes,  Cæcilie Norby, Adam Nussbaum, Conny Sjöqvist, Steve Swallow und Kristin Korb. Mit seinem eigenen Trio, aber auch mit Doug Raney nahm er seit den frühen 1990er Jahren Alben (zunächst für SteepleChase Records) auf. Außerdem gehörte er zu den Gruppen von Bent Jædig, Jonas Johansen, Uffe Markussen, Claus Waidtløw und Jens Winther. Er ist auch auf Alben von Mikkel Nordsø, Debbie Cameron (New York Date), Jesper Thilo (West Coast Blues) und Jakob Dinesen (Lady with a Secret) zu hören.
1990 wurde er mit dem Ben Webster Prize ausgezeichnet, 1992 mit dem Preis der Vereinigung dänischer Jazzjournalisten, JASA.

## Diskographische Hinweise
- You Stepped Out of a Dream (SteepleChase 1990, mit Ron McClure, Keith Copeland)
- David Liebman & Ben Besiakow Birth (Storyville Records 1995)
- Aviation (Stunt 1999, mit Jens Winther, George Garzone, Ray Drummond, Billy Hart)
- Christina von Bülow & Ben Besiakov: A Primera Vez (Music Mecca 2003)
- Ben Besiakov / George Garzone Quartet: Hey Why Don't We Play (Stunt 2003)
- Richard Andersson Quartet: Pocket Music (2020), mit Kasper Tranberg, Kresten Osgood

## Lexigraphische Einträge
- Frank Büchmann-Møller, Ben Besiakov, in: Barry Kernfeld (Hrsg.) The New Grove Dictionary of Jazz. 2001.